# Хондурас на Светском првенству у атлетици у дворани 2018.
Хондурас је учествовао на 17. Светском првенству у атлетици у дворани 2018. одржаном у Бирмингему од 1. до 4. марта. Репрезентацију Хондураса на њеном седмом учествовању на светским првенствима у дворани представљала је 1 атлетичарка који се такмичила у трци на 60 метара.,.
На овом првенству такмичарка Хондураса није освојила ниједну медаљу али је оборила лични рекорд.

## Учесници
Жене:
- Кенди Марисела Росалес Мадрид — 60 м

## Резултати

### Жене
| Атлетичар                     | Дисциплина | Лични рекорд | Квалификације | Квалификације | Полуфинале            | Полуфинале            | Финале                | Финале  | Детаљи |
| Атлетичар                     | Дисциплина | Лични рекорд | Резултат      | Место         | Резултат              | Место                 | Резултат              | Место   | Детаљи |
| ----------------------------- | ---------- | ------------ | ------------- | ------------- | --------------------- | --------------------- | --------------------- | ------- | ------ |
| Кенди Марисела Росалес Мадрид | 60 м       |              | 8,18 ЛР       | 8. у гр. 4    | Није се квалификовала | Није се квалификовала | Није се квалификовала | 46 / 47 |        |